# 쇠오리

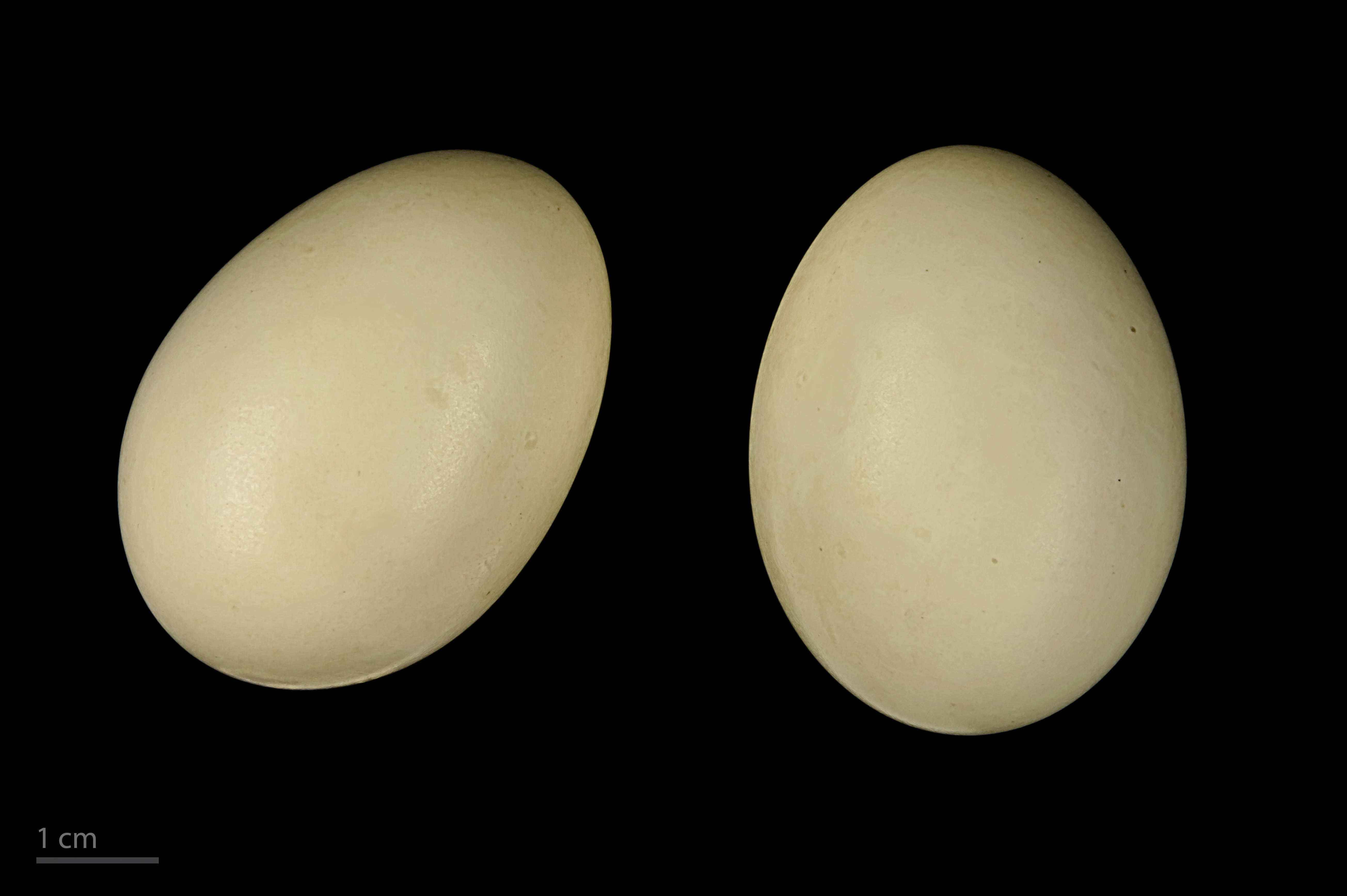
Anas crecca

쇠오리(common teal)는 오리과에 속하며 학명은 Anas crecca이다. 몸길이는 약 35cm로 수컷은 머리가 적갈색이고, 눈 주위에 녹색 반점이 있어 암컷과 구분된다. 강물의 수면이나 얕은 호수와 연못가의 무성한 풀숲에서 번식하며 수생식물과 그 씨를 뜯어먹고 산다. 암컷은 혼자서 알을 부화시키고 새끼를 키운다. 북반부에 널리 분포하며 우리나라에서는 겨울에 볼 수 있다.

## 쇠오리의 식사시간
|                    |
| 인천 승기천 생태로 |

## 같이 보기
- 비오리
- 청둥오리
- 넓적부리
- 흰뺨검둥오리
- 물닭
- 가마우지